# Атлас (анатомия)
Вижте пояснителната страница за други значения на Атлас.
Атлас се нарича първият шиен прешлен при животните. Появява се първо при земноводните. Подвижната му връзка с черепа при висшите хордови позволява главата да се движи нагоре и надолу. Впоследстие при влечугите се появява аксис – вторият подвижен шиен прешлен.